# Mesoleptus anxius
Mesoleptus anxius là một loài tò vò trong họ Ichneumonidae.